# 埃德尔伯托·多西
埃德尔伯托·多西（1852年1月28日—1891年9月25日）是一位活跃在帕爾馬的意大利画家和作曲家。作为画家，他擅长风景画和城景画。

## 生平
他的《帕尔马市民医院的回廊》曾在帕尔马的皇家画廊展出。他为1880年4月的帕尔马古代艺术展画了《埃及景观》，《花卉》，《浪漫》和《Quadro in cornice d' ebano e figure sacre》。
他在帕尔马美术学院接受培训，是伊塔洛·阿佐尼的学生。1880年，他根据路易吉·卡普拉尼卡的歌词，创作了一首浪漫的女高音歌曲《莫里邦达》。1882年，他根据阿道夫·科尔特西的歌词创作了一首钢琴华尔兹，名为《Pane, burro e vino bianco》。1882年，他的军事进行曲《Attenti!》在帕尔马大广场由第70步兵团的乐队演奏。